# Philippe Mouskes
Philippe Mouskes (antes de 1220 - 24 de febrero de 1282) fue el autor de una crónica rimada que se basa en la historia de los francos y Francia, desde los orígenes hasta 1242.

## Biografía
Según Barthélemy-Charles Dumortier, Philippe Mouskes pertenecía a una familia de aristócratas franceses y nació en la ciudad de Tournai hacia finales del siglo XII. A menudo se le confunde con Philippe le Gande, obispo de Tournai desde 1274, también llamado Muus.
Obra: La Crónica Rimada
Philippe Mouskes es conocido por su Chronique rimée (crónica rimada) de 31.150 versos, primera crónica versificada completa de los reyes de Francia, desde los inicios hasta la época de Mouskes, probablemente compuesta entre 1242 y 1272.
La Crónica comienza con la leyenda que, siguiendo el modelo de la Eneida , exilia a los hermanos francos de Troya tras la caída de la ciudad. La parte más importante (una tercera parte) está dedicada al reinado de Carlomagno. Finaliza con el reinado de Luis IX, en 1242.
Imitando crónicas versificadas como la Crónica de los duques de Normandía de Wace (s. XII), Mouskes reelabora materiales de la abadía de Saint-Denis. El valor histórico directo y el valor literario de la obra parecen bastante débiles, y parece que la Chronique, a juzgar por el número de manuscritos que se conservan, fue recibida con frialdad. Se conoce principalmente por los extractos que Du Cange ofrece en su Glossarium mediae e infimae latinitatis y en su edición de la De la Conquête de Constantinople por Godofredo de Villehardouin.
Por otra parte, presenta un cierto valor como testimonio de la ideología de las clases dirigentes francesas en los años posteriores a la cruzada albigense.

## Extracto
Quar quant li buens rois Charlemaine 

Ot toute mise à son demaine 

Provence qui mult iert plentive  

De vins, de bois, d'aigue, de rive  

As leceours, as menestreux, 

Qui sunt auques luxurieus 

Le donna toute & departi.
donde Philippe Mouskes lamenta amargamente que Carlomagno, después de conquistar Provenza, la haya cedido a sus payasos y juglares (leceours= lècheurs, «glotones», «parásitos»).